# Beaver Dam Lake
Beaver Dam Lake es un lugar designado por el censo ubicado en el condado de Orange en el estado estadounidense de Nueva York. En el Censo de 2020 tenía una población de 2609 habitantes y una densidad poblacional de 267,46 habitantes por km². Fue incluido como CDP en el censo de 2020.

## Geografía
Beaver Dam Lake se encuentra ubicado en las coordenadas 41°26′39″N 74°07′04″O / 41.44417, -74.11778. Según la Oficina del Censo de los Estados Unidos,  tiene una superficie total de 7,10 km², de la cual 6,32 km² corresponden a tierra firme y 0,78 km² a agua.